# Chris Frantz
Charlton Christopher “Chris” Frantz (Fort Campbell, 8 maggio 1951) è un batterista, compositore e produttore discografico statunitense, noto al grande pubblico per essere stato batterista dei Talking Heads nonché cofondatore dei Tom Tom Club insieme a sua moglie, la bassista Tina Weymouth.

## Biografia
Chris Frantz è nato nel 1951 a Fort Campbell, nel Kentucky. Come sua moglie Tina Weymouth, anch'egli proviene da una famiglia di militari, e prima di stabilirsi a New York si trasferì continuamente per il Paese. A 14 anni frequentò le scuole superiori a Pittsburgh (Pennsylvania) dove entrò in un complesso musicale chiamato The Hustlers, il quale poi nel 1969 cambiò nome in The Beans e si trasferì a New York in cerca di successo. Il tentativo di giungere alla notorietà fallì perché al gruppo fu richiesto di eseguire i successi dell'epoca piuttosto che prodursi nelle proprie composizioni. Dopo neppure sedici mesi di attività i Beans si sciolsero e nel luglio 1970 Frantz si iscrisse alla Rhode Island School of Design di Providence, considerata tra gli istituti d'arte più prestigiosi del Paese. Lì conobbe il britannico David Byrne con il quale, di lì a poco, mise in piedi una band chiamata The Artistics, alla quale invitò a unirsi anche Tina Weymouth, conosciuta nell'ambiente artistico di New York e da poco sua compagna. Il gruppo poi evolse nei Talking Heads e Chris e Tina si sposarono nel 1977.

Nel 1980 Chris Frantz e Tina Weymouth diedero vita ai Tom Tom Club, band (originariamente New wave) tuttora attiva, il cui brano d'esordio Wordy Rappinghood divenne rapidamente un hit. L'esperienza dei Tom Tom Club servì da riempitivo della carriera musicale di Tina e Chris durante gli alti e bassi dei Talking Heads, finché fu chiaro che, nel 1991, David Byrne non mostrava più interesse nel progetto. Allora, insieme all'altro superstite della band, Jerry Harrison, Tina e Chris formarono un gruppo chiamato The Heads e incisero un album (che rimase l'unico della formazione) dal titolo No Talking, Just Head (1996).
Chris Frantz e Tina Weymouth hanno due figli, entrambi musicisti: Egan Frantz, batterista, e Robin Frantz, noto con il nome d'arte di Kid Ginseng.

## Attività musicale
A parte l'attività passata con i Talking Heads e quella attuale con i Tom Tom Club, Tina Weymouth e Chris Frantz hanno collaborato con altri gruppi: tra le esperienze di maggior rilievo, nel 1985 suonarono insieme ai B-52's nel primo festival rock di Rio de Janeiro; nel 1992 produssero l'album Yes Please! dei britannici Happy Mondays; più recentemente hanno fornito base ritmica e sottofondo vocale ai Gorillaz, gruppo hip-hop, anch'esso britannico.